# 群馬県道403号玉村渋川自転車道線
群馬県道403号玉村渋川自転車道線（ぐんまけんどう403ごう たまむらしぶかわじてんしゃどうせん）は過去に存在した群馬県佐波郡玉村町五料から渋川市の大正橋まで結ぶ自転車歩行者専用道路である。

## 概要
玉村町から利根川の河岸を沿って、渋川市に至るサイクリングロードとして整備されていたが、2005年度より県道416号利根川自転車道線に移行した。
利根川を渡る他の群馬県道および国道と立体交差する箇所が多い。

## 地理

### 通過していた自治体
- 群馬県
  - 佐波郡玉村町
  - 高崎市
  - 前橋市
  - 北群馬郡吉岡町
  - 渋川市

### 交差していた道路
- 国道354号（起点）
- 群馬県道40号藤岡大胡線
- 群馬県道24号高崎伊勢崎線
- 群馬県道13号前橋長瀞線バイパス
- 群馬県道27号高崎駒形線
- 群馬県道109号石倉前橋停車場線
- 国道17号（群馬大橋）
- 群馬県道10号前橋安中富岡線（中央大橋）
- 群馬県道6号前橋箕郷線（大渡橋）
- 群馬県道161号南新井前橋線（上毛大橋）
- 国道17号（坂東橋）
- 国道353号、群馬県道34号渋川大胡線、群馬県道255号下久屋渋川線（大正橋、終点）